# Karl Albrecht
Karl Hans Albrecht (Essen, 20 de fevereiro de 1920 - Essen, 16 de julho de 2014) e seu irmão Theo Albrecht são os fundadores e donos da Aldi, uma das maiores redes de supermercados da Alemanha.
Os irmãos Albrecht foram criados em circunstâncias modestas. Seu pai tinha sido contratado como mineiro e mais tarde foi ajudante de padeiro. Sua mãe tinha gerido uma pequena mercearia em Schonnebeck, um bairro de Essen de classe operária. Enquanto Karl trabalhava, Theo completou um aprendizado na loja de sua mãe. Os irmãos logo assumiram a loja em 1946. A primeira loja Aldi foi aberta em 1961, chamada Albrecht-Discount.
As operações de Aldi foram divididas entre os dois irmãos, tendo Karl tomado o controle das lojas sul (Aldi Sud). 
Pouco se sabe sobre Karl Albrecht, porque ele retirou-se entretanto da vida pública. A revista Forbes publicou que é casado e tem um ou dois filhos e supostamente vive em algum lugar na Suíça. Ele é um grande fã de golfe e joga em seu campo próprio que havia construído em 1976. É também criador de orquídeas. O negócio hoje não é mais dirigido pela família Albrecht.
Segundo a Forbes, Karl Albrecht, com um ativo total estimado em 2012 em cerca de 25400 milhões de dólares, foi o homem mais rico da Alemanha e número 10 das pessoas mais ricas do mundo nesse ano.